# Krasnodrzew pospolity

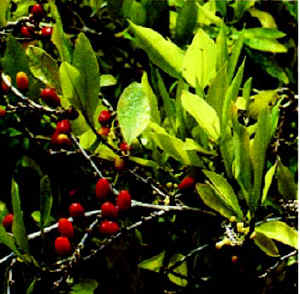
Owocujący krzew koki, widoczne czerwone jagody

Krasnodrzew pospolity, koka, krzew kokainowy (Erythroxylum coca Lam.) – gatunek krzewu prawdopodobnie pochodzący z rejonu Andów. Obecnie występuje wyłącznie w uprawie. Główne rejony uprawy to: Ameryka Południowa, Jawa, Kamerun.

## Morfologia
PokrójKrzew dorastający do wysokości 2–3 m.
LiściePojedyncze, cienkie, odwrotnie jajowate lub podłużnie jajowate, całobrzegie. Pachną herbatą.
KwiatyMałe, zebrane po kilka w kątach liści, 5-krotne: korona kwiatu białożółta, składająca się z 5 płatków. Pręcików 10, słupek 1 o zalążni trójkomorowej.
OwoceCzerwone pestkowce.

## Zmienność
Odmiany
- Erythroxylum coca Lam. var. coca
- Erythroxylum coca Lam. var. ipadu Plowman

## Zastosowanie
Roślina leczniczaLiście koki, zawierające kokainę w ilości 0,25–1,3%, są wykorzystywane przez południowoamerykańskich rdzennych mieszkańców jako używka. Sama roślina odgrywa ważną rolę w tradycyjnej kulturze andyjskiej. W wielu rejonach stanowiła podstawę egzystencji rdzennych rolników, zwłaszcza w górach, niesprzyjającym innym uprawom. Roślina wykorzystywana jest do produkcji Coca-Coli, przy czym o ile w początkach jej produkcji (po 1886 roku) surowiec zawierał kokainę, w późniejszych latach (po około 1900 roku) stosowany był dekokainizowany wyciąg z koki. Krasnodrzew jest poza tym wykorzystywany do produkcji narkotyku.

## Zwalczanie
Liśćmi koki odżywiają się larwy motyla Eloria noyesi – rząd Kolumbii zaproponował plan walki z plantacjami koki w tym kraju za pomocą tego gatunku.